# Zalesie (Ostrów Mazowiecka)
Pour les articles homonymes, voir Zalesie.
Zalesie (prononciation : [zaˈlɛɕɛ]) est un village polonais de la gmina d'Ostrów Mazowiecka dans le powiat d'Ostrów Mazowiecka de la voïvodie de Mazovie dans le centre-est de la Pologne.
Il se situe à environ 13 kilomètres au nord-ouest d'Ostrów Mazowiecka (siège du powiat) et à 94 kilomètres au nord-est de Varsovie (capitale de la Pologne).
Le village compte approximativement une population de 350 habitants en 2010.

## Histoire
De 1975 à 1998, le village appartenait administrativement à la Powiat d'Ostrów dans la voïvodie d'Ostrołęka.